# Pronophila bogotensis
Pronophila bogotensis är en fjärilsart som beskrevs av Juriaanse 1926. Pronophila bogotensis ingår i släktet Pronophila och familjen praktfjärilar. Inga underarter finns listade i Catalogue of Life.